# 高山流水
高山流水為古琴曲，相传为伯牙所作，在唐代分成高山及流水两曲，流传广泛，現存琴譜中各有數十個版本。

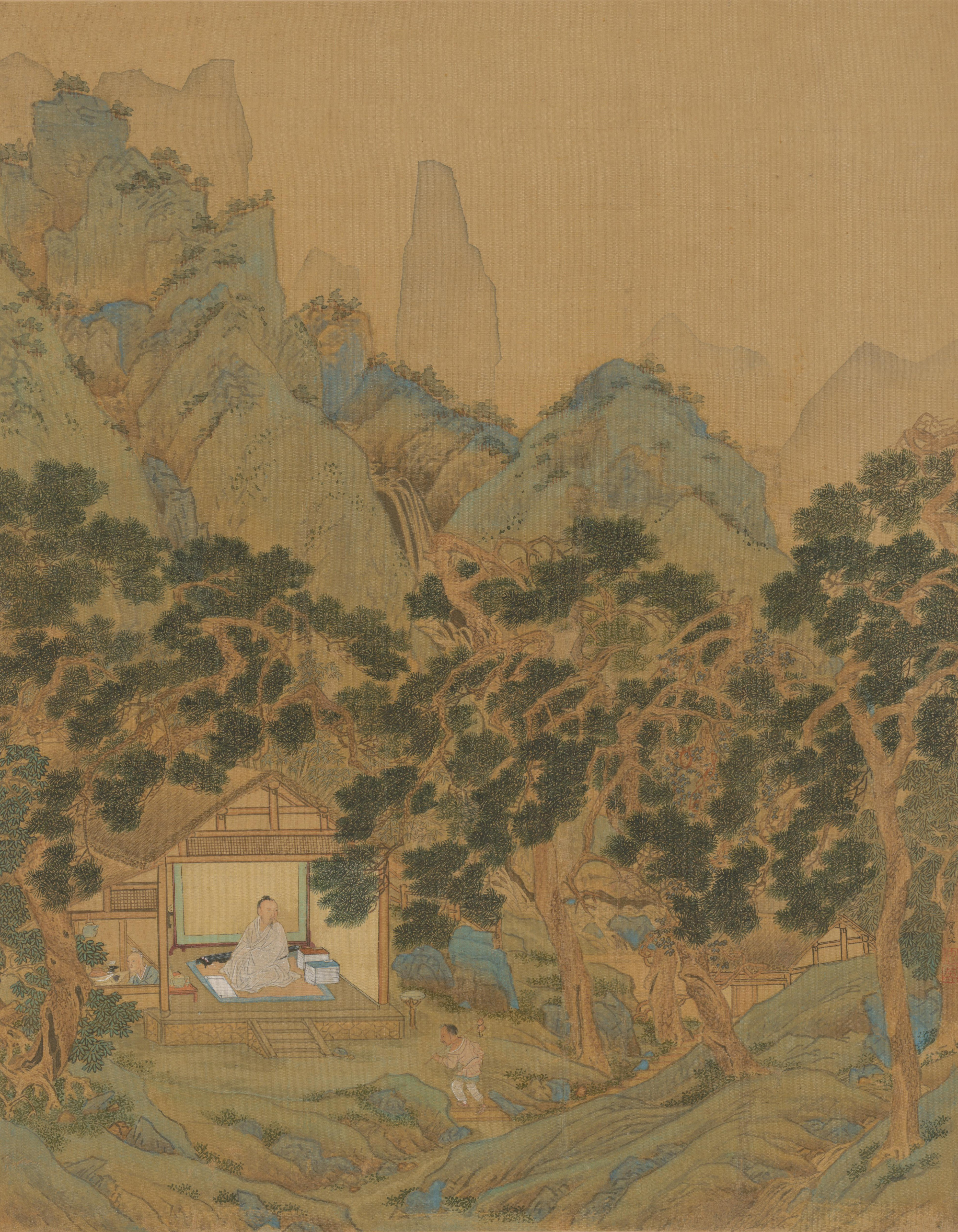
明仇英绘《高山流水图》

今人演奏之流水多為「七十二滾拂」流水，源自於清代琴家張孔山，分為《天聞閣琴譜》、《琴硯齋藏譜》及《百瓶齋琴譜》等版本。高山則有《天聞閣琴譜》和《春草堂琴谱》的版本。
1977年，管平湖所演奏的流水在作曲家周文中的推薦下，被美國國家航空暨太空總署作為中國音樂作品的代表，收錄進旅行者金唱片中。

## 歷史
《列子》及《呂氏春秋》均有記載，伯牙遇子期，伯牙弹奏高山流水，子期能从琴音中感悟主题。二人于是结为知音。后子期死，伯牙摔琴不复再弹。
現存最古老的高山和流水版本來自明朝的《神奇祕譜》，和伯牙未必有直接的關係。存世琴譜中，包括《西麓堂琴統》在內，約有40個版本的高山和30個版本的流水。

## 版本

### 流水

#### 七十二滾拂
近代流水演奏版本源自清朝川派琴家張孔山，特點是其中有“七十二滚拂”，以状磅礴流水之势。常見版本主要有：
- 《天闻阁琴谱》，管平湖演奏，其中一份錄音被收錄在航海家計畫的金唱片內。[9][3][4]
- 《琴硯齋藏谱》，衛仲樂演奏。林友仁、林晨、龔一、戴曉蓮等人根據此版本彈奏。[9]
- 《百瓶斋琴谱》，顧梅羹演奏。收錄於其《琴学备要》。[9][10]
- 《天聞閣琴谱》，吳文光節本並演奏。吳氏刪去第二次的泛音，直接進入滾拂；後半部份則省略了第八段和第九段，用一個強烈的全伏滑音和幾次滾拂軋然而止。為現有版本中最激烈者。[11]

#### 《神奇秘譜》本
另有姚丙炎根據《神奇秘譜》打譜的流水，此版本沒有七十二滾拂，而是以各種疊涓及歷托等古指法形成的裝飾音描寫潺潺流水，可見於《琴曲鉤沉》，有姚丙炎和姚公白的錄音。

### 高山
常見的版本有兩個：
- 《春草堂琴谱》，徐元白、姚丙炎演奏。[9][14]
- 《天聞閣琴谱》及《百瓶齋琴譜》，為川派代表曲目之一。[15]

### 高山流水
川派琴家侯作吾將高山和流水兩曲合併為一曲彈奏。

## 相關作品
- 交響詩流水操，彭修文作曲[18]